# Gare des Champs Forts
La gare des Champs Forts est une ancienne halte ferroviaire française de la ligne d'Esbly à Crécy-la-Chapelle, située sur le territoire de la commune d'Esbly, dans le département de Seine-et-Marne en région Île-de-France.
C'est une halte créée en septembre 1976 par la Société nationale des chemins de fer français (SNCF) qui était desservie par les trains du réseau Transilien Paris-Est (ligne P) jusqu'à sa fermeture le 29 septembre 2008.

## Situation ferroviaire
La halte des Champs Forts, édifiée à 54 m d'altitude, est située au point kilométrique (PK) 1,055 de la ligne à voie unique  d'Esbly à Crécy-la-Chapelle, entre les gares ouvertes d'Esbly et Montry - Condé.

## Histoire
La gare est ouverte en septembre 1976.

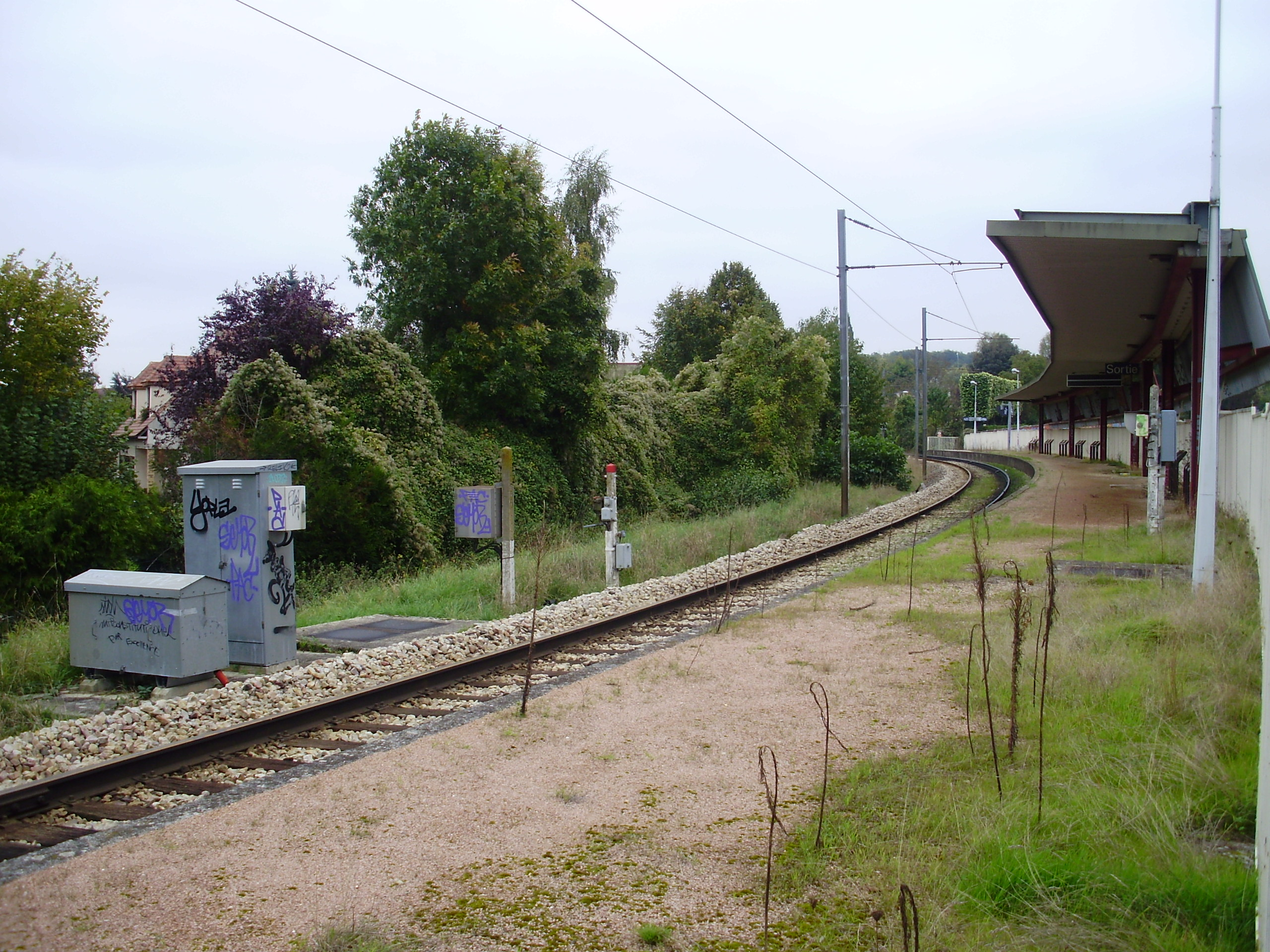
Vue du quai unique en regardant en direction de la gare de Montry - Condé, en 2010.

La gare était jusqu'en 2008 desservie par les trains du réseau Paris-Est du Transilien. Elle est fermée au trafic ferroviaire depuis le lundi 29 septembre 2008 sur demande du collège que la gare desservait, avec le soutien du maire d'Esbly, en raison de dégradations commises régulièrement par certains collégiens turbulents, mais également du fait d'une fréquentation trop faible (six voyageurs entrants par jour).
Les plaques indiquant la gare et les tôles formant la couverture de l'abri ont été déposées par la suite, seule la structure subsiste en octobre 2022.